# Вечір в Україні
«Вечір в Україні» (рос. Вечер на Украине) — картина українського художника Архипа Куїнджі (1841/1842–1910), написана в 1878 році (та частково перероблена в 1901). Картина зберігається в Російському музеї. Розмір картини — 81 × 163 см.
Картина «Вечір в Україні» (під назвою «Вечір») уперше була показана 1878 року на 6-й виставці Товариства пересувних художніх виставок («передвижників»), разом з іншою картиною художника — «Ліс». На картині зображено хутір, освітлений загравою південного заходу. Композиція картини нагадує більш ранню картину Куїнджі — «Українську ніч» (1876), лише хати-мазанки, освітлені не місяцем, а променями призахідного сонця, що підкреслюється використанням відтінків яскраво-малинового кольору. Як і в інших картинах цього періоду, найбільше в цій роботі приваблює ілюзія незвичайного освітлення, гра світла та тіні.
У статті про творчість Архипа Куїнджі мистецтвознавець Віталій Манін відзначав:
|  | «Вечір в Україні» чи не найбільш показовий для творчого методу Куїнджі твір. Колір надає зображенню зачаровану нерухомість, надзвичайний спокій — ніби неземного походження. Декоративізм Куїнджі проявився тут оголено. Щоб акцентувати ефект яскравого освітлення та втомливого завмирання повітряної атмосфери, художник відкинув деталювання, яке в методі Шишкіна, протилежному до методу Куїнджі, стала б ключем до виявлення сутності теми. Скупчення дерев узагальнено у важкі маси. Колір так згущений, що видається темноподібною тягучою масою. |